# Даніела Могуріан
Даніела Могуріан (16 липня 2001 , Кишинів ) — італійська гімнастка, що виступає в груповій першості. Бронзова призерка Олімпійських ігор в Токіо. Чемпіонка та багаторазова призерка чемпіонатів світу та Європи.

## Результати на турнірах
| Рік  | Змагання         | Команда | ГП | 5 | 4 + 3 |
| ---- | ---------------- | ------- | -- | - | ----- |
| 2021 | Чемпіонат Європи |         | 2  | 5 | 3     |
| 2021 | Олімпійські ігри |         | 3  |   |       |
| 2021 | Чемпіонат світу  | 2       | 2  | 2 | 1     |
| Рік  | Змагання         | Команда | ГП | 5 | 3 + 2 |
| 2022 | Чемпіонат Європи | 2       | 2  | 1 | 1     |
| 2022 | Чемпіонат світу  | 1       | 4  | 1 | 2     |
| 2023 | Чемпіонат світу  | 3       | 4  | 3 |       |
| 2024 | Чемпіонат Європи | 2       | 2  | 1 | 7     |
| 2024 | Олімпійські ігри |         | 2  |   |       |